# Effervescing Elephant
«Effervescing Elephant», en español, «Elefante efervescente» es una canción de Syd Barrett, incluida en el álbum Barrett, del año 1970, su segundo álbum después de que se fuera de la banda que él formó, Pink Floyd, grabándolo y lanzándolo meses después de su primer trabajo en solitario, The Madcap Laughs, con la ayuda de sus excompañeros, Richard Wright y David Gilmour.

## Composición
La canción se basa en un poema de Edward Lear y es conocida por su ritmo típicamente infantil, exactamente como si Barrett "le estuviera contando un cuento de hadas a un niño", La inspiración para la canción le llegó a Barrett cuando era solamente un niño, leyendo las líneas del poema de Lear, pero esta fue lanzada definitivamente en 1970, como la duodécima pista de su segundo LP en solitario.

## Grabación
La canción fue grabada en un total de 9 tomas, la dicha novena toma fue la seleccionada, una de las otras 8 tomas, más específicamente la toma 2 fue lanzada en el álbum recopilatorio Opel, junto a otras outtakes, pero solo en la reedición de CD del año 1993.